# Epitrioza yasumatsui
Epitrioza yasumatsui är en insektsart som beskrevs av Miyatake 1978. Epitrioza yasumatsui ingår i släktet Epitrioza och familjen spetsbladloppor. Inga underarter finns listade i Catalogue of Life.